# 何辉燕
何辉燕（1913年—1991年10月10日），湖北省大悟县吕王镇人，中国人民解放军将领、中国人民解放军开国少将。

## 生平
曾任中国人民解放军铁道兵参谋长。1955年，授予中国人民解放军少将。